# فريتز ولمارانس
فريتز ولمارانس (بالإنجليزية: Fritz Wolmarans)‏ مواليد 7 مارس 1986 في بلومفونتين، هو لاعب كرة مضرب جنوب أفريقي يلعب باليد اليمنى ويحتل حالياً المرتبة رقم. 455 (22 سبتمبر 2014) في تصنيف رابطة محترفي كرة المضرب. أعلى تصنيف له في الفردي كان المركز الـ 198 في سنة 2011. أعلى تصنيف له في الزوجي كان المركز الـ 412 في سنة 2011.

## روابط خارجية
- فريتز ولمارانس على موقع رابطة محترفي التنس (الإنجليزية)
- فريتز ولمارانس على موقع الاتحاد الدولي لكرة المضرب (الإنجليزية)
- فريتز ولمارانس على موقع كأس ديفيز (الإنجليزية)
- فريتز ولمارانس على موقع خلاصة التنس.كوم (الإنجليزية)
- فريتز ولمارانس على موقع إي إس بي إن.كوم (الإنجليزية)